# Universiteit van Toulouse
De Universiteit van Toulouse (Frans: Université de Toulouse) is een van de oudste en belangrijkste universiteiten van Frankrijk, gelegen in Toulouse. Ze werd in 1229 gesticht door de graaf van Toulouse, Raymond VII, na het sluiten van het Verdrag van Meaux. De universiteit werd in 1793 gesloten tijdens de Franse Revolutie en werd in 1896 opnieuw opgericht. In 1969 werd ze gesplitst, waardoor drie universiteiten ontstonden: de universiteiten Toulouse I Capitole, Toulouse II Jean Jaurès en Toulouse III Paul Sabatier.
Van 2023 tot 2025 bestond de Universiteit van Toulouse korte tijd als consortium (Frans: "ComUE") van universiteiten en onderzoeksinstellingen in de regio Toulouse met in totaal zo'n 110.000 studenten. Op 1 januari 2025 is de naam Universiteit van Toulouse / Université de Toulouse overgegaan op de Université de Toulouse III - Paul Sabatier, een instelling met circa 37.000 studenten. Deze instelling wordt gezien als de rechtsopvolger van de historische Universiteit van Toulouse.

## Geschiedenis

### Middeleeuwse universiteit
De middeleeuwse universiteit heeft meerdere voorgangers gehad. Toulouse was al in de vroege middeleeuwen een centrum voor studie van filosofie, retorica en grammatica, genaamd de School van Toulouse, die zelfs invloed had op de kloosters van Ierland en Engeland. Een Karolingische retoriekschool bestond tot de twaalfde eeuw in het klooster van Saint-Sernin. De kathedraalschool van Toulouse, verbonden aan de Sint-Stefanuskathedraal, bestond al in de elfde eeuw. Tussen 1215 en 1217 gaven theologen colleges in Toulouse, die onder anderen gevolgd werden door Dominicus Guzmán, stichter van de dominicanen.

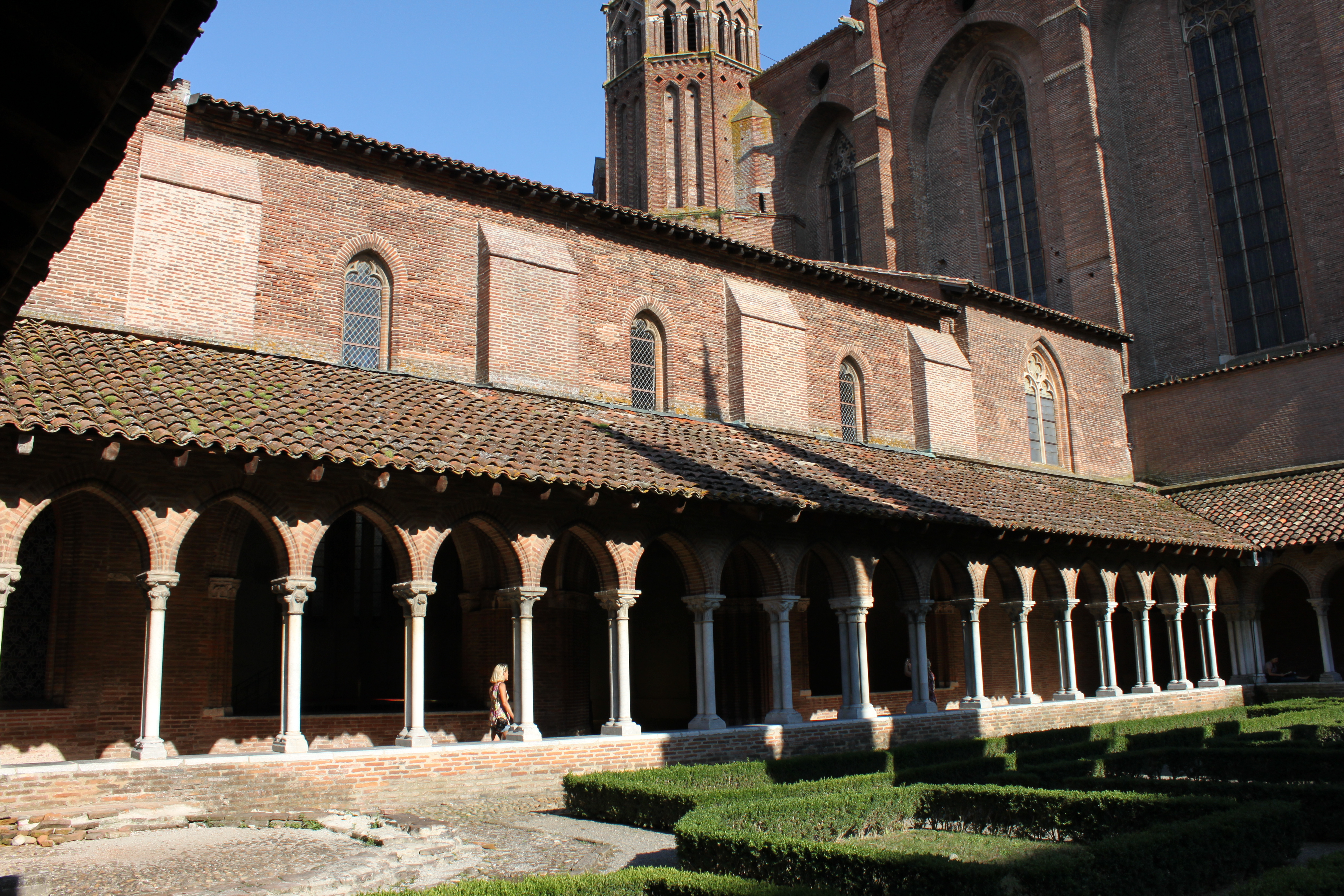
Pandhof en kloosterkerk (rechts) van het Jacobijnenklooster. Hier begon het onderwijs kort na 1230

De oprichting van de Universiteit van Toulouse vond plaats in 1229 als onderdeel van het Verdrag van Meaux, dat een einde maakte aan de Albigenzische Kruistochten en het zelfstandige graafschap Toulouse. De laatste graaf, Raymond VII, werd beschuldigd van Kathaarse ketterij en werd gedwongen de nieuwe universiteit te financieren met een bedrag van 4.000 zilvermarken. Bisschop Foulques van Toulouse en kardinaal Romain de Saint-Ange waren eveneens betrokken bij de oprichting van de universiteit, die een bolwerk tegen de katharen (albigenzen) in Zuid-Frankrijk moest worden. Er werden vier hoogleraren in de theologie aangesteld, twee in het canoniek recht, zes in de vrije kunsten en twee in de grammatica. Enkele van de eerste docenten aan de universiteit waren Johannes de Garlandia, Roland van Cremona en John van Saint Albans. Die laatste twee waren dominicanen, ketterijbestrijders bij uitstek. In 1230 werd begonnen met de bouw van het Jacobijnenklooster , waar de universiteit van Toulouse haar bijeenkomsten hield.
De bevolking stond aanvankelijk vijandig tegenover de komst van deze geleerden uit het "noorden", die een onverzoenlijke houding tegenover de katharen aannamen. In 1231 liet Roland van Cremona het lichaam van een man verdacht van ketterij opgraven en verbranden, wat de woede van de bevolking en de magistraat opriep. In 1234 moest John van Saint Albans om soortgelijke redenen de stad ontvluchten. De jonge universiteit werd gesteund door bisschop Foulques, maar vooral door de pausen, die haar de eerste statuten gaven. Paus Gregorius IX deed dat met de bul Olim operante illo in 1233, en Innocentius IV met de bul In civitate Tolosana in 1245, waarmee de universiteit van Toulouse min of meer dezelfde privileges kreeg als de universiteit van Parijs. Hoewel onder de directe bescherming van de paus, profiteerde de universiteit van een ruime autonomie in bestuurs- en onderwijsaangelegenheden, zoals de keuze van professoren, curricula, examenprocedures en het verlenen van academische graden.
De universiteit begon met enkel de faculteit theologie, maar werd al snel uitgebreid met faculteiten rechtsgeleerdheid (canoniek, later ook burgerlijk), vrije kunsten en geneeskunde.  Die laatste was tot de vijftiende eeuw onderdeel van de kunstenfaculteit. Vanaf 1323 kreeg Toulouse erkenning als literair centrum door de organisatie van de Consistoire du Gai Savoir, een bijeenkomst van dichters en troubadours, eeuwen later door Lodewijk XIV omgevormd tot een koninklijke academie, de Académie des Jeux floralaux. Op 16 juni 1368 gaf paus Urbanus V de dominicanen toestemming om het lichaam van Thomas van Aquino, de grote filosoof van de scholastiek, naar Toulouse over te brengen.
De structuur van de universiteit, bestaande uit vier faculteiten, bleef in de eeuwen daarna ongewijzigd. Op het gebied van de rechtswetenschappen was de zestiende eeuw een echte gouden eeuw voor de Universiteit van Toulouse. Een spreekwoord uit die tijd illustreerde haar roem: "Parijs om te zien, Lyon om te hebben, Bordeaux om geld uit te geven, en Toulouse om te leren" (Paris pour voir, Lyon pour avoir, Bordeaux pour dispendre, et Toulouse pour apprendre). In 1751 fuseerde de universiteit met die van Cahors. In dezelfde periode werd ook de Koninklijke Academie voor Schilderkunst, Beeldhouwkunst en Architectuur opgericht.

### Opheffing, heroprichting en splitsing

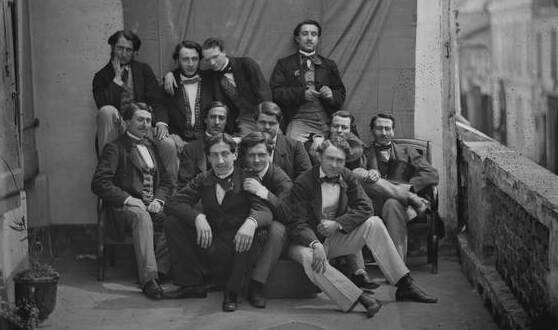
Poserende rechtenstudenten (1858)

De Franse Revolutie betekende het einde van de middeleeuwse universiteit van Toulouse. Bij decreet van de Nationale Conventie van 15 september 1793 werden alle universiteiten opgeheven. Het jaar daarop werden alle eigendommen geconfisqueerd en vervolgens verkocht als nationaal goed (bien national). De universiteit zou pas ruim een eeuw later worden heropgericht. In 1794 werd in Toulouse een multidisciplinair instituut voor hoger onderwijs opgericht, het Paganel Instituut. In 1795 werd dit instituut een école centrale van Toulouse, een para-universitair opleidingsinstituut, zoals dat in alle 95 Franse departementshoofdsteden werd opgericht. De medische school werd heropgericht als onafhankelijk instituut. In 1804 ging op instigatie van Napoleon een école de droit van start, die in 1808 opging in de rechtenfaculteit van de toen opgerichte Keizerlijke Universiteit, die de école centrale verving. Achtereenvolgens kwamen er weer faculteiten geneeskunde (1808), katholieke theologie (1809), letteren (1809) en een nieuwe faculteit natuurwetenschappen (1810). De theologische faculteit verdween weer in 1843.

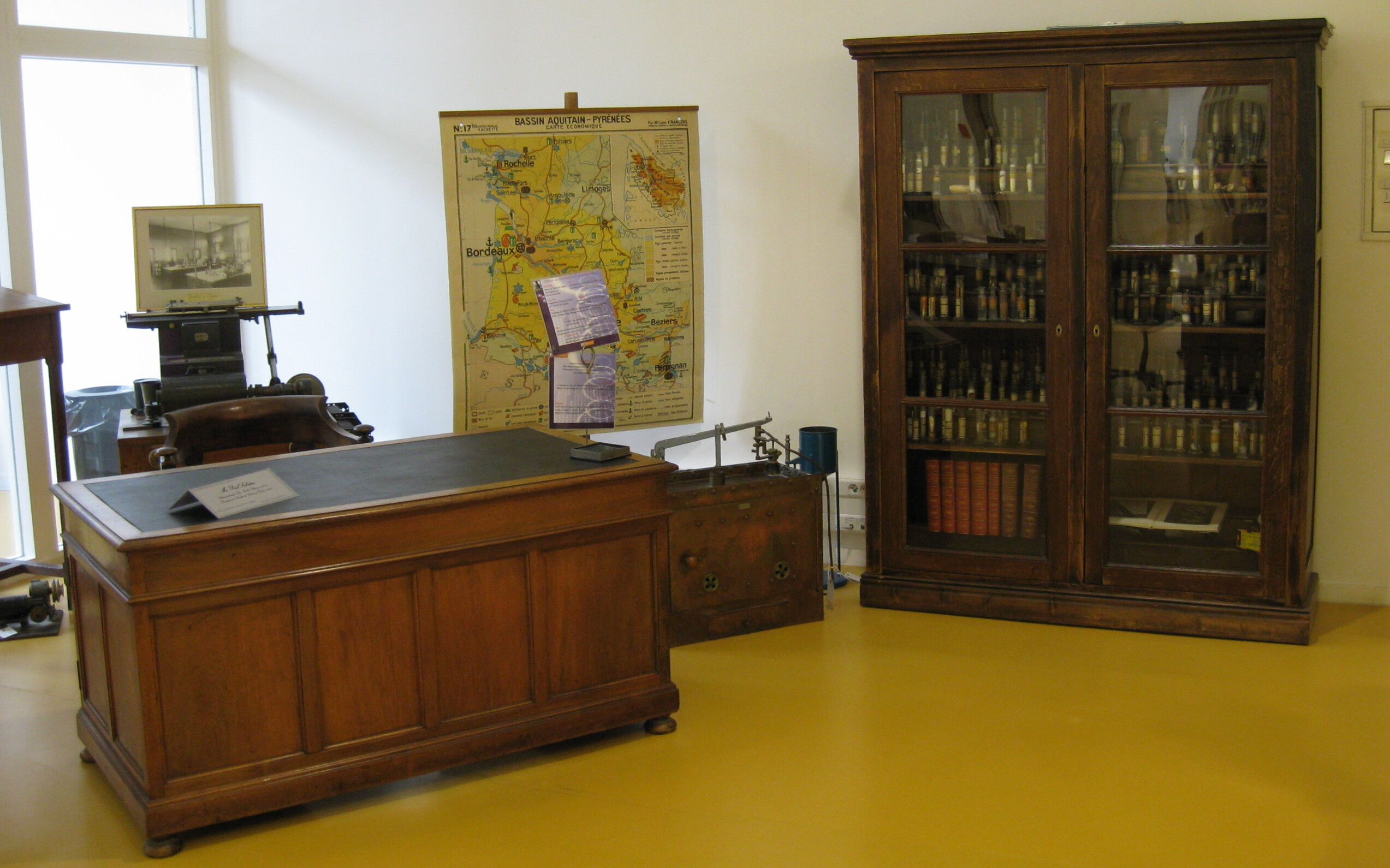
Paul Sabatiers kantoor, oprichter van het Scheikundig Instituut en het Landbouwinstituut

De wet Wallon van 12 juli 1875 stelde de vrijheid van het hoger onderwijs vast, waarna er een beweging ontstond om katholieke universiteiten op te richten in grotere provinciesteden. In 1877 werd het Katholieke Instituut van Toulouse opgericht, in lijn met de oude universiteit. In 1893 werd het hoger onderwijs in Toulouse gereorganiseerd, waarna in 1896 de Universiteit van Toulouse opnieuw werd opgericht door een fusie van de vier faculteiten. In 1919 werd de in 1808 in Montauban opgerichte protestantse theologische faculteit overgebracht naar Montpellier. Daarnaast ontstonden technische instituten:
- 1906: Scheikundig Instituut van Toulouse, opgericht door Paul Sabatier, vanaf 1908 als eerste hogere technische opleiding toegankelijk voor vrouwelijke studenten, vanaf 1953 Nationale Hogeschool voor Scheikunde;
- 1907: Instituut voor Elektrotechniek en Toegepaste Mechanica, vanaf 1948 Nationale School voor Elektrotechniek en Hydrauliek van Toulouse (ENSEEIHT);
- 1909: Landbouwinstituut van de Universiteit van Toulouse, eveneens opgericht door Paul Sabatier, vanaf 1948 Nationale Agronomische School van Toulouse (ENSAT);
- 1948: Instituut voor Politieke Studies (Sciences Po Toulouse);
- 1949: Instituut voor chemische technologie, vanaf 1985 Nationale hogere school voor chemische ingenieurs (ENSIGC).

Op 12 november 1968 werd, min of meer als gevolg van de Parijse studentenrevolte, een nieuwe hogeronderwijswet ("la loi Faure") aangenomen, als gevolg waarvan veel universiteiten werden opgesplitst. Dat gebeurde ook bij de Universiteit van Toulouse, waar in 1969 vier nieuwe instellingen ontstonden: de universiteiten Toulouse I, II en III en het Nationaal Polytechnisch Instituut van Toulouse (Toulouse INP).

## Consortium; heroprichting Universiteit van Toulouse
Na de splitsing van de oude universiteit bleek er toch behoefte aan samenwerking. Dat leidde in 2007 tot de oprichting van de Pôle de recherche et d'enseignement supérieur en in 2015 tot de oprichting van een communauté d'universités et établissements ("comue" of "ComUE"). Deze kreeg de naam Université fédérale de Toulouse Midi-Pyrénées. Op 1 januari 2023 werd naam gewijzigd in Université de Toulouse, waaraan tussen haakjes meestal "ComUE" wordt toegevoegd om verwarring met de historische universiteit van Toulouse te voorkomen. Of de samenwerking daadwerkelijk tot een fusie zal leiden, zoals bijvoorbeeld bij de ComUEs van Montpellier en Aix-Marseille is gebeurd, is onzeker. De samenwerking, die sterk wordt gestimuleerd door nationale, regionale en lokale overheden, heeft als voornaamste doel het hoger onderwijs in Toulouse meer zichtbaarheid te geven in de internationale ranglijsten.
Het consortium bestaat uit een veertiental universiteiten, hogescholen en wetenschappelijke instituten met in totaal zo'n 110.000 studenten. Daaronder bevinden zich de drie nog zelfstandig opererende universiteiten, die ontstaan zijn na de opsplitsing van de Universiteit van Toulouse:
- Université Toulouse I - Capitole
- Université de Toulouse II - Jean Jaurès (voorheen Le Mirail)
- Université de Toulouse III - Paul Sabatier

vanaf 1 januari 2025 is de naam Universiteit van Toulouse / Université de Toulouse overgegaan op laatstgenoemde universiteit. Het consortium ging vanaf die datum verder onder de naam Comue de Toulouse. 

## Bekende hoogleraren
- Jean de Cadurce (eind 15e eeuw–1532), Frans rechtsgeleerde, protestants martelaar
- Francisco Sánches de Scepticus (1550–1623), Portugees filosoof en arts
- Jean Astruc (1684–1766), Frans medicus, hoogleraar geneeskunde
- Jean Frenet (1816–1900), Frans wiskundige, astronoom en meteoroloog
- Eugène Poubelle (1831–1907), Frans jurist, hoogleraar burgerlijk recht
- Paul Sabatier (1854–1941), Frans scheikundige, decaan van de faculteit Natuurwetenschappen, Nobelprijs voor Scheikunde (samen met Victor Grignard) in 1912
- Thomas Joannes Stieltjes jr. (1856–1894), Nederlands wiskundige, hoogleraar differentiaal- en integraalrekening, 1889-1894
- Jean Jaurès (1859–1914), Frans  politicus, leider van de socialisten, vermoord
- Alfred Jeanroy (1859–1953), Frans romanist, linguist in het Occitaans
- Raymond Aron (1905–1983), Frans filosoof, socioloog en politicoloog
- Augusto Roa Bastos (1917–2005), Paraguayaans schrijver
- Jean Tirole (1953), Frans econoom, Nobelprijs voor Economie in 2014
- Ludovic Slimak (1973), Frans archeoloog en paleoantropoloog

## Bekende alumni
- Pierre des Prés (circa 1280–1361), Frans jurist, kardinaal
- Guy de Chauliac (circa 1300–1368), Frans arts
- Jean de Moulins (begin 14e eeuw–1353), Frans dominicaan, inquisiteur, kardinaal
- Michael Servetus (1511–1553), Spaans theoloog en arts, als ketter terechtgesteld
- Pierre de Gondi (1533–1616), Frans priester, kardinaal, hertog-bisschop van Langres, 1566-1568, bisschop van Parijs, 1568-1597
- Michel de Montaigne (1533–1592), Frans filosoof en moralist
- Vincent de Paul (1581–1660), Franse priester, stichter van Dochters van Liefde van Vincentius a Paulo
- Pierre de Marca (1594–1662), Frans priester, historicus, bisschop van Couserans, 1642-1652, aartsbisschop van Toulouse, 1652-1662, aartsbisschop van Parijs, 1662
- François de Langlade du Chayla (1647–1702), Frans edelman, priester, inquisiteur
- Jean-Jacques Dortous de Mairan (1678–1771), Frans geofysicus en astronoom
- François-Louis Lemercier (1729–1804), Frans priester, bisschop van Pamiers, 1801-1802
- Justin de Selves (1848–1934), Frans politicus, minister van Binnenlandse & Buitenlandse Zaken
- Marie Elise Loke (1870–1916), Nederlands lector Franse taal- en letterkunde
- Edmund Dulac (1882–1953), Franse tekenaar, kunstschilder
- Marcel Dassault (1892–1986), studeerde in 1913 af aan ISAE, Franse vliegtuigindustrieel, richtte Dassault Aviation op
- Gaston Monnerville (1897–1991), Frans politicus en advocaat, parlementslid, lid van de Résistance
- Duarte Nuno van Bragança (1907–1976), Portugees landbouwingenieur, hertog van Bragança
- Claude Jorda (1938), Frans jurist, president van het Joegoslavië-tribunaal, 1999-2002,rechter van het Internationale Strafhof, 2003-2007
- Koffi Sama (1944), Togolees politicus, premier van Togo, 2002-2005
- Petre Roman (1946), Roemeens natuurkundige, politicus, premier van Roemenië, 1989-1991
- Lydie Salvayre (1948), Frans schrijver, kinderpsychiater
- Bernadette Ségol (1949), Frans politicus
- Philippe Douste-Blazy (1953), Frans cardioloog en politicus, burgemeester van Lourdes en Toulouse, minister van Gezondheid en Sociale Voorzorg
- François Macé (1955), Frans bankier en bestuurder
- Pavel Svoboda (1962), Tsjechisch jurist en politicus
- Jean Castex (1965), Frans  politicus, premier van Frankrijk, 2020-2022
- David Diop (1966), Frans literatuurwetenschapper en schrijver, winnaar Prix Goncourt des lycéens, 2018
- David Meunier (1973), Amerikaans acteur
- Romain Mesnil (1977), afgestudeerd in 2001 aan INSA Toulouse, Frans polsstokhoogspringer
- Thomas Pesquet (1978), afgestudeerd in 2001 aan ISAE, Frans astronaut van de Europese Ruimtevaartorganisatie